# Maison d'Orléans-Rothelin
La maison d'Orléans-Rothelin est une famille noble française issue de la branche Longueville de la maison d'Orléans. 
La souche de cette lignée est François, fils naturel de François d'Orléans-Longueville (1513-1548), marquis de Rothelin , et de Françoise Blosset, fille de Jean Blosset, seigneur de Torcy. « Rothelin » (en allemand : Rötteln) est le nom d'un château situé à Lörrach (Allemagne), à quelques kilomètres de Bâle.
Le plus célèbre membre de cette famille est Charles d'Orléans de Rothelin (1691-1744), « l'abbé de Rothelin ».
La maison s'éteint en 1818 à la mort de Françoise-Dorothée d'Orléans-Rothelin, épouse de Hyacinthe-Hughes Timoléon de Cossé-Brissac.

## Arbre généalogique
|                                   |                                   |                                   |                                   |                                   |                                   |  |  |                                                                        |                                                                        |                                                                        |                                                                        |                                                                        |                                                                        |  |  |                                              |                                              |                                              |                                              |                                              |                                              |  |  |                                                                                  |                                                                                  |                                                                                  |                                                                                  |                                                                                  |                                                                                  |                                                                   |                                                                   | François d'Orléans-Longueville (1513-1548)                | François d'Orléans-Longueville (1513-1548)                | François d'Orléans-Longueville (1513-1548)                | François d'Orléans-Longueville (1513-1548)                | François d'Orléans-Longueville (1513-1548)                | François d'Orléans-Longueville (1513-1548)                |                          |                          | Françoise Blosset                 | Françoise Blosset                 | Françoise Blosset                 | Françoise Blosset                 | Françoise Blosset                 | Françoise Blosset                 |                                                   |                                                   |                                                   |                                                   |                                                   |                                                   |                                              |                                              |  |  |                                            |                                            |                                            |                                            |                                            |                                            |                                          |                                          |                                          |                                          |                         |                         |                                |                                |                                |                                |                                        |                                        |                                        |                                        |                                        |                                        |  |  |                                             |                                             |                                             |                                             |                                             |                                             |  |  |                                |                                |                                |                                |                                |                                |
|                                   |                                   |                                   |                                   |                                   |                                   |  |  |                                                                        |                                                                        |                                                                        |                                                                        |                                                                        |                                                                        |  |  |                                              |                                              |                                              |                                              |                                              |                                              |  |  |                                                                                  |                                                                                  |                                                                                  |                                                                                  |                                                                                  |                                                                                  |                                                                   |                                                                   | François d'Orléans-Longueville (1513-1548)                | François d'Orléans-Longueville (1513-1548)                | François d'Orléans-Longueville (1513-1548)                | François d'Orléans-Longueville (1513-1548)                | François d'Orléans-Longueville (1513-1548)                | François d'Orléans-Longueville (1513-1548)                |                          |                          | Françoise Blosset                 | Françoise Blosset                 | Françoise Blosset                 | Françoise Blosset                 | Françoise Blosset                 | Françoise Blosset                 |                                                   |                                                   |                                                   |                                                   |                                                   |                                                   |                                              |                                              |  |  |                                            |                                            |                                            |                                            |                                            |                                            |                                          |                                          |                                          |                                          |                         |                         |                                |                                |                                |                                |                                        |                                        |                                        |                                        |                                        |                                        |  |  |                                             |                                             |                                             |                                             |                                             |                                             |  |  |                                |                                |                                |                                |                                |                                |
|                                   |                                   |                                   |                                   |                                   |                                   |  |  |                                                                        |                                                                        |                                                                        |                                                                        |                                                                        |                                                                        |  |  |                                              |                                              |                                              |                                              |                                              |                                              |  |  |                                                                                  |                                                                                  |                                                                                  |                                                                                  |                                                                                  |                                                                                  |                                                                   |                                                                   |                                                           |                                                           |                                                           |                                                           |                                                           |                                                           |                          |                          |                                   |                                   |                                   |                                   |                                   |                                   |                                                   |                                                   |                                                   |                                                   |                                                   |                                                   |                                              |                                              |  |  |                                            |                                            |                                            |                                            |                                            |                                            |                                          |                                          |                                          |                                          |                         |                         |                                |                                |                                |                                |                                        |                                        |                                        |                                        |                                        |                                        |  |  |                                             |                                             |                                             |                                             |                                             |                                             |  |  |                                |                                |                                |                                |                                |                                |
|                                   |                                   |                                   |                                   |                                   |                                   |  |  |                                                                        |                                                                        |                                                                        |                                                                        |                                                                        |                                                                        |  |  |                                              |                                              |                                              |                                              |                                              |                                              |  |  |                                                                                  |                                                                                  |                                                                                  |                                                                                  |                                                                                  |                                                                                  |                                                                   |                                                                   |                                                           |                                                           |                                                           |                                                           |                                                           |                                                           |                          |                          |                                   |                                   |                                   |                                   |                                   |                                   |                                                   |                                                   |                                                   |                                                   |                                                   |                                                   |                                              |                                              |  |  |                                            |                                            |                                            |                                            |                                            |                                            |                                          |                                          |                                          |                                          |                         |                         |                                |                                |                                |                                |                                        |                                        |                                        |                                        |                                        |                                        |  |  |                                             |                                             |                                             |                                             |                                             |                                             |  |  |                                |                                |                                |                                |                                |                                |
|                                   |                                   |                                   |                                   |                                   |                                   |  |  |                                                                        |                                                                        |                                                                        |                                                                        |                                                                        |                                                                        |  |  | Louis de Coëtquen                            | Louis de Coëtquen                            | Louis de Coëtquen                            | Louis de Coëtquen                            | Louis de Coëtquen                            | Louis de Coëtquen                            |  |  | Henriette                                                                        | Henriette                                                                        | Henriette                                                                        | Henriette                                                                        | Henriette                                                                        | Henriette                                                                        |                                                                   |                                                                   | Catherine, religieuse à l'Abbaye Notre-Dame de Fontevraud | Catherine, religieuse à l'Abbaye Notre-Dame de Fontevraud | Catherine, religieuse à l'Abbaye Notre-Dame de Fontevraud | Catherine, religieuse à l'Abbaye Notre-Dame de Fontevraud | Catherine, religieuse à l'Abbaye Notre-Dame de Fontevraud | Catherine, religieuse à l'Abbaye Notre-Dame de Fontevraud |                          |                          | Léonor († 1628)                   | Léonor († 1628)                   | Léonor († 1628)                   | Léonor († 1628)                   | Léonor († 1628)                   | Léonor († 1628)                   |                                                   |                                                   | François, « le bâtard de Rothelin » († 1600)      | François, « le bâtard de Rothelin » († 1600)      | François, « le bâtard de Rothelin » († 1600)      | François, « le bâtard de Rothelin » († 1600)      | François, « le bâtard de Rothelin » († 1600) | François, « le bâtard de Rothelin » († 1600) |  |  | Catherine du Val                           | Catherine du Val                           | Catherine du Val                           | Catherine du Val                           | Catherine du Val                           | Catherine du Val                           |                                          |                                          |                                          |                                          |                         |                         |                                |                                |                                |                                |                                        |                                        |                                        |                                        |                                        |                                        |  |  |                                             |                                             |                                             |                                             |                                             |                                             |  |  |                                |                                |                                |                                |                                |                                |
|                                   |                                   |                                   |                                   |                                   |                                   |  |  |                                                                        |                                                                        |                                                                        |                                                                        |                                                                        |                                                                        |  |  | Louis de Coëtquen                            | Louis de Coëtquen                            | Louis de Coëtquen                            | Louis de Coëtquen                            | Louis de Coëtquen                            | Louis de Coëtquen                            |  |  | Henriette                                                                        | Henriette                                                                        | Henriette                                                                        | Henriette                                                                        | Henriette                                                                        | Henriette                                                                        |                                                                   |                                                                   | Catherine, religieuse à l'Abbaye Notre-Dame de Fontevraud | Catherine, religieuse à l'Abbaye Notre-Dame de Fontevraud | Catherine, religieuse à l'Abbaye Notre-Dame de Fontevraud | Catherine, religieuse à l'Abbaye Notre-Dame de Fontevraud | Catherine, religieuse à l'Abbaye Notre-Dame de Fontevraud | Catherine, religieuse à l'Abbaye Notre-Dame de Fontevraud |                          |                          | Léonor († 1628)                   | Léonor († 1628)                   | Léonor († 1628)                   | Léonor († 1628)                   | Léonor († 1628)                   | Léonor († 1628)                   |                                                   |                                                   | François, « le bâtard de Rothelin » († 1600)      | François, « le bâtard de Rothelin » († 1600)      | François, « le bâtard de Rothelin » († 1600)      | François, « le bâtard de Rothelin » († 1600)      | François, « le bâtard de Rothelin » († 1600) | François, « le bâtard de Rothelin » († 1600) |  |  | Catherine du Val                           | Catherine du Val                           | Catherine du Val                           | Catherine du Val                           | Catherine du Val                           | Catherine du Val                           |                                          |                                          |                                          |                                          |                         |                         |                                |                                |                                |                                |                                        |                                        |                                        |                                        |                                        |                                        |  |  |                                             |                                             |                                             |                                             |                                             |                                             |  |  |                                |                                |                                |                                |                                |                                |
|                                   |                                   |                                   |                                   |                                   |                                   |  |  |                                                                        |                                                                        |                                                                        |                                                                        |                                                                        |                                                                        |  |  |                                              |                                              |                                              |                                              |                                              |                                              |  |  |                                                                                  |                                                                                  |                                                                                  |                                                                                  |                                                                                  |                                                                                  |                                                                   |                                                                   |                                                           |                                                           |                                                           |                                                           |                                                           |                                                           |                          |                          |                                   |                                   |                                   |                                   |                                   |                                   |                                                   |                                                   |                                                   |                                                   |                                                   |                                                   |                                              |                                              |  |  |                                            |                                            |                                            |                                            |                                            |                                            |                                          |                                          |                                          |                                          |                         |                         |                                |                                |                                |                                |                                        |                                        |                                        |                                        |                                        |                                        |  |  |                                             |                                             |                                             |                                             |                                             |                                             |  |  |                                |                                |                                |                                |                                |                                |
|                                   |                                   |                                   |                                   |                                   |                                   |  |  |                                                                        |                                                                        |                                                                        |                                                                        |                                                                        |                                                                        |  |  |                                              |                                              |                                              |                                              |                                              |                                              |  |  |                                                                                  |                                                                                  |                                                                                  |                                                                                  |                                                                                  |                                                                                  |                                                                   |                                                                   |                                                           |                                                           |                                                           |                                                           |                                                           |                                                           |                          |                          |                                   |                                   |                                   |                                   |                                   |                                   |                                                   |                                                   |                                                   |                                                   |                                                   |                                                   |                                              |                                              |  |  |                                            |                                            |                                            |                                            |                                            |                                            |                                          |                                          |                                          |                                          |                         |                         |                                |                                |                                |                                |                                        |                                        |                                        |                                        |                                        |                                        |  |  |                                             |                                             |                                             |                                             |                                             |                                             |  |  |                                |                                |                                |                                |                                |                                |
|                                   |                                   |                                   |                                   |                                   |                                   |  |  | François (1627–1686), comte de Rothelin                                | François (1627–1686), comte de Rothelin                                | François (1627–1686), comte de Rothelin                                | François (1627–1686), comte de Rothelin                                | François (1627–1686), comte de Rothelin                                | François (1627–1686), comte de Rothelin                                |  |  | Charlotte de Biencourt, dame de Chauvincourt | Charlotte de Biencourt, dame de Chauvincourt | Charlotte de Biencourt, dame de Chauvincourt | Charlotte de Biencourt, dame de Chauvincourt | Charlotte de Biencourt, dame de Chauvincourt | Charlotte de Biencourt, dame de Chauvincourt |  |  |                                                                                  |                                                                                  | Gabriel († 1714), abbé de Notre-Dame de Josaphat près de Chartres                | Gabriel († 1714), abbé de Notre-Dame de Josaphat près de Chartres                | Gabriel († 1714), abbé de Notre-Dame de Josaphat près de Chartres                | Gabriel († 1714), abbé de Notre-Dame de Josaphat près de Chartres                | Gabriel († 1714), abbé de Notre-Dame de Josaphat près de Chartres | Gabriel († 1714), abbé de Notre-Dame de Josaphat près de Chartres |                                                           |                                                           |                                                           |                                                           | Marie Madeleine († 1694)                                  | Marie Madeleine († 1694)                                  | Marie Madeleine († 1694) | Marie Madeleine († 1694) | Marie Madeleine († 1694)          | Marie Madeleine († 1694)          |                                   |                                   |                                   |                                   | Marie Catherine, religieuse à l'abbaye de Chelles | Marie Catherine, religieuse à l'abbaye de Chelles | Marie Catherine, religieuse à l'abbaye de Chelles | Marie Catherine, religieuse à l'abbaye de Chelles | Marie Catherine, religieuse à l'abbaye de Chelles | Marie Catherine, religieuse à l'abbaye de Chelles |                                              |                                              |  |  |                                            |                                            |                                            |                                            | Henri Ier d'Orléans-Rothelin (1583-1652)   | Henri Ier d'Orléans-Rothelin (1583-1652)   | Henri Ier d'Orléans-Rothelin (1583-1652) | Henri Ier d'Orléans-Rothelin (1583-1652) | Henri Ier d'Orléans-Rothelin (1583-1652) | Henri Ier d'Orléans-Rothelin (1583-1652) |                         |                         | Catherine Henriette de Loménie | Catherine Henriette de Loménie | Catherine Henriette de Loménie | Catherine Henriette de Loménie | Catherine Henriette de Loménie         | Catherine Henriette de Loménie         |                                        |                                        |                                        |                                        |  |  |                                             |                                             |                                             |                                             |                                             |                                             |  |  |                                |                                |                                |                                |                                |                                |
|                                   |                                   |                                   |                                   |                                   |                                   |  |  | François (1627–1686), comte de Rothelin                                | François (1627–1686), comte de Rothelin                                | François (1627–1686), comte de Rothelin                                | François (1627–1686), comte de Rothelin                                | François (1627–1686), comte de Rothelin                                | François (1627–1686), comte de Rothelin                                |  |  | Charlotte de Biencourt, dame de Chauvincourt | Charlotte de Biencourt, dame de Chauvincourt | Charlotte de Biencourt, dame de Chauvincourt | Charlotte de Biencourt, dame de Chauvincourt | Charlotte de Biencourt, dame de Chauvincourt | Charlotte de Biencourt, dame de Chauvincourt |  |  |                                                                                  |                                                                                  | Gabriel († 1714), abbé de Notre-Dame de Josaphat près de Chartres                | Gabriel († 1714), abbé de Notre-Dame de Josaphat près de Chartres                | Gabriel († 1714), abbé de Notre-Dame de Josaphat près de Chartres                | Gabriel († 1714), abbé de Notre-Dame de Josaphat près de Chartres                | Gabriel († 1714), abbé de Notre-Dame de Josaphat près de Chartres | Gabriel († 1714), abbé de Notre-Dame de Josaphat près de Chartres |                                                           |                                                           |                                                           |                                                           | Marie Madeleine († 1694)                                  | Marie Madeleine († 1694)                                  | Marie Madeleine († 1694) | Marie Madeleine († 1694) | Marie Madeleine († 1694)          | Marie Madeleine († 1694)          |                                   |                                   |                                   |                                   | Marie Catherine, religieuse à l'abbaye de Chelles | Marie Catherine, religieuse à l'abbaye de Chelles | Marie Catherine, religieuse à l'abbaye de Chelles | Marie Catherine, religieuse à l'abbaye de Chelles | Marie Catherine, religieuse à l'abbaye de Chelles | Marie Catherine, religieuse à l'abbaye de Chelles |                                              |                                              |  |  |                                            |                                            |                                            |                                            | Henri Ier d'Orléans-Rothelin (1583-1652)   | Henri Ier d'Orléans-Rothelin (1583-1652)   | Henri Ier d'Orléans-Rothelin (1583-1652) | Henri Ier d'Orléans-Rothelin (1583-1652) | Henri Ier d'Orléans-Rothelin (1583-1652) | Henri Ier d'Orléans-Rothelin (1583-1652) |                         |                         | Catherine Henriette de Loménie | Catherine Henriette de Loménie | Catherine Henriette de Loménie | Catherine Henriette de Loménie | Catherine Henriette de Loménie         | Catherine Henriette de Loménie         |                                        |                                        |                                        |                                        |  |  |                                             |                                             |                                             |                                             |                                             |                                             |  |  |                                |                                |                                |                                |                                |                                |
|                                   |                                   |                                   |                                   |                                   |                                   |  |  |                                                                        |                                                                        |                                                                        |                                                                        |                                                                        |                                                                        |  |  |                                              |                                              |                                              |                                              |                                              |                                              |  |  |                                                                                  |                                                                                  |                                                                                  |                                                                                  |                                                                                  |                                                                                  |                                                                   |                                                                   |                                                           |                                                           |                                                           |                                                           |                                                           |                                                           |                          |                          |                                   |                                   |                                   |                                   |                                   |                                   |                                                   |                                                   |                                                   |                                                   |                                                   |                                                   |                                              |                                              |  |  |                                            |                                            |                                            |                                            |                                            |                                            |                                          |                                          |                                          |                                          |                         |                         |                                |                                |                                |                                |                                        |                                        |                                        |                                        |                                        |                                        |  |  |                                             |                                             |                                             |                                             |                                             |                                             |  |  |                                |                                |                                |                                |                                |                                |
|                                   |                                   |                                   |                                   |                                   |                                   |  |  |                                                                        |                                                                        |                                                                        |                                                                        |                                                                        |                                                                        |  |  |                                              |                                              |                                              |                                              |                                              |                                              |  |  |                                                                                  |                                                                                  |                                                                                  |                                                                                  |                                                                                  |                                                                                  |                                                                   |                                                                   |                                                           |                                                           |                                                           |                                                           |                                                           |                                                           |                          |                          |                                   |                                   |                                   |                                   |                                   |                                   |                                                   |                                                   |                                                   |                                                   |                                                   |                                                   |                                              |                                              |  |  |                                            |                                            |                                            |                                            |                                            |                                            |                                          |                                          |                                          |                                          |                         |                         |                                |                                |                                |                                |                                        |                                        |                                        |                                        |                                        |                                        |  |  |                                             |                                             |                                             |                                             |                                             |                                             |  |  |                                |                                |                                |                                |                                |                                |
| Jean François Antoine (1668–1695) | Jean François Antoine (1668–1695) | Jean François Antoine (1668–1695) | Jean François Antoine (1668–1695) | Jean François Antoine (1668–1695) | Jean François Antoine (1668–1695) |  |  | Léonor Gabriel Jean Baptiste (1672–1690), « le chevalier de Rothelin » | Léonor Gabriel Jean Baptiste (1672–1690), « le chevalier de Rothelin » | Léonor Gabriel Jean Baptiste (1672–1690), « le chevalier de Rothelin » | Léonor Gabriel Jean Baptiste (1672–1690), « le chevalier de Rothelin » | Léonor Gabriel Jean Baptiste (1672–1690), « le chevalier de Rothelin » | Léonor Gabriel Jean Baptiste (1672–1690), « le chevalier de Rothelin » |  |  | François Marie Antoine Alexis († 1728)       | François Marie Antoine Alexis († 1728)       | François Marie Antoine Alexis († 1728)       | François Marie Antoine Alexis († 1728)       | François Marie Antoine Alexis († 1728)       | François Marie Antoine Alexis († 1728)       |  |  | Anne († 1684)                                                                    | Anne († 1684)                                                                    | Anne († 1684)                                                                    | Anne († 1684)                                                                    | Anne († 1684)                                                                    | Anne († 1684)                                                                    |                                                                   |                                                                   | Marie Le Bouteiller de Senlis                             | Marie Le Bouteiller de Senlis                             | Marie Le Bouteiller de Senlis                             | Marie Le Bouteiller de Senlis                             | Marie Le Bouteiller de Senlis                             | Marie Le Bouteiller de Senlis                             |                          |                          | Henri Auguste († 1698)            | Henri Auguste († 1698)            | Henri Auguste († 1698)            | Henri Auguste († 1698)            | Henri Auguste († 1698)            | Henri Auguste († 1698)            |                                                   |                                                   | Marie Thérèse de Conflans                         | Marie Thérèse de Conflans                         | Marie Thérèse de Conflans                         | Marie Thérèse de Conflans                         | Marie Thérèse de Conflans                    | Marie Thérèse de Conflans                    |  |  | Marc Antoine († 1644)                      | Marc Antoine († 1644)                      | Marc Antoine († 1644)                      | Marc Antoine († 1644)                      | Marc Antoine († 1644)                      | Marc Antoine († 1644)                      |                                          |                                          | Anne de Bauquemare                       | Anne de Bauquemare                       | Anne de Bauquemare      | Anne de Bauquemare      | Anne de Bauquemare             | Anne de Bauquemare             |                                |                                | Maximilien François de Béthune d'Orval | Maximilien François de Béthune d'Orval | Maximilien François de Béthune d'Orval | Maximilien François de Béthune d'Orval | Maximilien François de Béthune d'Orval | Maximilien François de Béthune d'Orval |  |  | Marie Jeanne Catherine Henriette († 1688)   | Marie Jeanne Catherine Henriette († 1688)   | Marie Jeanne Catherine Henriette († 1688)   | Marie Jeanne Catherine Henriette († 1688)   | Marie Jeanne Catherine Henriette († 1688)   | Marie Jeanne Catherine Henriette († 1688)   |  |  | Claude François Bourdin d’Assy | Claude François Bourdin d’Assy | Claude François Bourdin d’Assy | Claude François Bourdin d’Assy | Claude François Bourdin d’Assy | Claude François Bourdin d’Assy |
| Jean François Antoine (1668–1695) | Jean François Antoine (1668–1695) | Jean François Antoine (1668–1695) | Jean François Antoine (1668–1695) | Jean François Antoine (1668–1695) | Jean François Antoine (1668–1695) |  |  | Léonor Gabriel Jean Baptiste (1672–1690), « le chevalier de Rothelin » | Léonor Gabriel Jean Baptiste (1672–1690), « le chevalier de Rothelin » | Léonor Gabriel Jean Baptiste (1672–1690), « le chevalier de Rothelin » | Léonor Gabriel Jean Baptiste (1672–1690), « le chevalier de Rothelin » | Léonor Gabriel Jean Baptiste (1672–1690), « le chevalier de Rothelin » | Léonor Gabriel Jean Baptiste (1672–1690), « le chevalier de Rothelin » |  |  | François Marie Antoine Alexis († 1728)       | François Marie Antoine Alexis († 1728)       | François Marie Antoine Alexis († 1728)       | François Marie Antoine Alexis († 1728)       | François Marie Antoine Alexis († 1728)       | François Marie Antoine Alexis († 1728)       |  |  | Anne († 1684)                                                                    | Anne († 1684)                                                                    | Anne († 1684)                                                                    | Anne († 1684)                                                                    | Anne († 1684)                                                                    | Anne († 1684)                                                                    |                                                                   |                                                                   | Marie Le Bouteiller de Senlis                             | Marie Le Bouteiller de Senlis                             | Marie Le Bouteiller de Senlis                             | Marie Le Bouteiller de Senlis                             | Marie Le Bouteiller de Senlis                             | Marie Le Bouteiller de Senlis                             |                          |                          | Henri Auguste († 1698)            | Henri Auguste († 1698)            | Henri Auguste († 1698)            | Henri Auguste († 1698)            | Henri Auguste († 1698)            | Henri Auguste († 1698)            |                                                   |                                                   | Marie Thérèse de Conflans                         | Marie Thérèse de Conflans                         | Marie Thérèse de Conflans                         | Marie Thérèse de Conflans                         | Marie Thérèse de Conflans                    | Marie Thérèse de Conflans                    |  |  | Marc Antoine († 1644)                      | Marc Antoine († 1644)                      | Marc Antoine († 1644)                      | Marc Antoine († 1644)                      | Marc Antoine († 1644)                      | Marc Antoine († 1644)                      |                                          |                                          | Anne de Bauquemare                       | Anne de Bauquemare                       | Anne de Bauquemare      | Anne de Bauquemare      | Anne de Bauquemare             | Anne de Bauquemare             |                                |                                | Maximilien François de Béthune d'Orval | Maximilien François de Béthune d'Orval | Maximilien François de Béthune d'Orval | Maximilien François de Béthune d'Orval | Maximilien François de Béthune d'Orval | Maximilien François de Béthune d'Orval |  |  | Marie Jeanne Catherine Henriette († 1688)   | Marie Jeanne Catherine Henriette († 1688)   | Marie Jeanne Catherine Henriette († 1688)   | Marie Jeanne Catherine Henriette († 1688)   | Marie Jeanne Catherine Henriette († 1688)   | Marie Jeanne Catherine Henriette († 1688)   |  |  | Claude François Bourdin d’Assy | Claude François Bourdin d’Assy | Claude François Bourdin d’Assy | Claude François Bourdin d’Assy | Claude François Bourdin d’Assy | Claude François Bourdin d’Assy |
|                                   |                                   |                                   |                                   |                                   |                                   |  |  |                                                                        |                                                                        |                                                                        |                                                                        |                                                                        |                                                                        |  |  |                                              |                                              |                                              |                                              |                                              |                                              |  |  |                                                                                  |                                                                                  |                                                                                  |                                                                                  |                                                                                  |                                                                                  |                                                                   |                                                                   |                                                           |                                                           |                                                           |                                                           |                                                           |                                                           |                          |                          |                                   |                                   |                                   |                                   |                                   |                                   |                                                   |                                                   |                                                   |                                                   |                                                   |                                                   |                                              |                                              |  |  |                                            |                                            |                                            |                                            |                                            |                                            |                                          |                                          |                                          |                                          |                         |                         |                                |                                |                                |                                |                                        |                                        |                                        |                                        |                                        |                                        |  |  |                                             |                                             |                                             |                                             |                                             |                                             |  |  |                                |                                |                                |                                |                                |                                |
|                                   |                                   |                                   |                                   |                                   |                                   |  |  |                                                                        |                                                                        |                                                                        |                                                                        |                                                                        |                                                                        |  |  |                                              |                                              |                                              |                                              |                                              |                                              |  |  |                                                                                  |                                                                                  |                                                                                  |                                                                                  |                                                                                  |                                                                                  |                                                                   |                                                                   |                                                           |                                                           |                                                           |                                                           |                                                           |                                                           |                          |                          |                                   |                                   |                                   |                                   |                                   |                                   |                                                   |                                                   |                                                   |                                                   |                                                   |                                                   |                                              |                                              |  |  |                                            |                                            |                                            |                                            |                                            |                                            |                                          |                                          |                                          |                                          |                         |                         |                                |                                |                                |                                |                                        |                                        |                                        |                                        |                                        |                                        |  |  |                                             |                                             |                                             |                                             |                                             |                                             |  |  |                                |                                |                                |                                |                                |                                |
|                                   |                                   |                                   |                                   |                                   |                                   |  |  |                                                                        |                                                                        |                                                                        |                                                                        |                                                                        |                                                                        |  |  |                                              |                                              |                                              |                                              |                                              |                                              |  |  |                                                                                  |                                                                                  |                                                                                  |                                                                                  |                                                                                  |                                                                                  |                                                                   |                                                                   |                                                           |                                                           |                                                           |                                                           |                                                           |                                                           |                          |                          | Henri II (1655-1691)              | Henri II (1655-1691)              | Henri II (1655-1691)              | Henri II (1655-1691)              | Henri II (1655-1691)              | Henri II (1655-1691)              |                                                   |                                                   | Gabrielle Eléonore de Montault                    | Gabrielle Eléonore de Montault                    | Gabrielle Eléonore de Montault                    | Gabrielle Eléonore de Montault                    | Gabrielle Eléonore de Montault               | Gabrielle Eléonore de Montault               |  |  |                                            |                                            |                                            |                                            |                                            |                                            |                                          |                                          |                                          |                                          |                         |                         |                                |                                |                                |                                |                                        |                                        |                                        |                                        |                                        |                                        |  |  |                                             |                                             |                                             |                                             |                                             |                                             |  |  |                                |                                |                                |                                |                                |                                |
|                                   |                                   |                                   |                                   |                                   |                                   |  |  |                                                                        |                                                                        |                                                                        |                                                                        |                                                                        |                                                                        |  |  |                                              |                                              |                                              |                                              |                                              |                                              |  |  |                                                                                  |                                                                                  |                                                                                  |                                                                                  |                                                                                  |                                                                                  |                                                                   |                                                                   |                                                           |                                                           |                                                           |                                                           |                                                           |                                                           |                          |                          | Henri II (1655-1691)              | Henri II (1655-1691)              | Henri II (1655-1691)              | Henri II (1655-1691)              | Henri II (1655-1691)              | Henri II (1655-1691)              |                                                   |                                                   | Gabrielle Eléonore de Montault                    | Gabrielle Eléonore de Montault                    | Gabrielle Eléonore de Montault                    | Gabrielle Eléonore de Montault                    | Gabrielle Eléonore de Montault               | Gabrielle Eléonore de Montault               |  |  |                                            |                                            |                                            |                                            |                                            |                                            |                                          |                                          |                                          |                                          |                         |                         |                                |                                |                                |                                |                                        |                                        |                                        |                                        |                                        |                                        |  |  |                                             |                                             |                                             |                                             |                                             |                                             |  |  |                                |                                |                                |                                |                                |                                |
|                                   |                                   |                                   |                                   |                                   |                                   |  |  |                                                                        |                                                                        |                                                                        |                                                                        |                                                                        |                                                                        |  |  |                                              |                                              |                                              |                                              |                                              |                                              |  |  |                                                                                  |                                                                                  |                                                                                  |                                                                                  |                                                                                  |                                                                                  |                                                                   |                                                                   |                                                           |                                                           |                                                           |                                                           |                                                           |                                                           |                          |                          |                                   |                                   |                                   |                                   |                                   |                                   |                                                   |                                                   |                                                   |                                                   |                                                   |                                                   |                                              |                                              |  |  |                                            |                                            |                                            |                                            |                                            |                                            |                                          |                                          |                                          |                                          |                         |                         |                                |                                |                                |                                |                                        |                                        |                                        |                                        |                                        |                                        |  |  |                                             |                                             |                                             |                                             |                                             |                                             |  |  |                                |                                |                                |                                |                                |                                |
|                                   |                                   |                                   |                                   |                                   |                                   |  |  |                                                                        |                                                                        |                                                                        |                                                                        |                                                                        |                                                                        |  |  |                                              |                                              |                                              |                                              |                                              |                                              |  |  |                                                                                  |                                                                                  |                                                                                  |                                                                                  |                                                                                  |                                                                                  |                                                                   |                                                                   |                                                           |                                                           |                                                           |                                                           |                                                           |                                                           |                          |                          |                                   |                                   |                                   |                                   |                                   |                                   |                                                   |                                                   |                                                   |                                                   |                                                   |                                                   |                                              |                                              |  |  |                                            |                                            |                                            |                                            |                                            |                                            |                                          |                                          |                                          |                                          |                         |                         |                                |                                |                                |                                |                                        |                                        |                                        |                                        |                                        |                                        |  |  |                                             |                                             |                                             |                                             |                                             |                                             |  |  |                                |                                |                                |                                |                                |                                |
|                                   |                                   |                                   |                                   |                                   |                                   |  |  | Marc Auguste de Briquemault                                            | Marc Auguste de Briquemault                                            | Marc Auguste de Briquemault                                            | Marc Auguste de Briquemault                                            | Marc Auguste de Briquemault                                            | Marc Auguste de Briquemault                                            |  |  | Radegonde (1649–1698)                        | Radegonde (1649–1698)                        | Radegonde (1649–1698)                        | Radegonde (1649–1698)                        | Radegonde (1649–1698)                        | Radegonde (1649–1698)                        |  |  | Françoise Gabrielle (* 1676), abbesse de Valognes et de Saint-Auzony d'Angoulême | Françoise Gabrielle (* 1676), abbesse de Valognes et de Saint-Auzony d'Angoulême | Françoise Gabrielle (* 1676), abbesse de Valognes et de Saint-Auzony d'Angoulême | Françoise Gabrielle (* 1676), abbesse de Valognes et de Saint-Auzony d'Angoulême | Françoise Gabrielle (* 1676), abbesse de Valognes et de Saint-Auzony d'Angoulême | Françoise Gabrielle (* 1676), abbesse de Valognes et de Saint-Auzony d'Angoulême |                                                                   |                                                                   | Philippe (1678–1715)                                      | Philippe (1678–1715)                                      | Philippe (1678–1715)                                      | Philippe (1678–1715)                                      | Philippe (1678–1715)                                      | Philippe (1678–1715)                                      |                          |                          | Marie Catherine de Roncherolles   | Marie Catherine de Roncherolles   | Marie Catherine de Roncherolles   | Marie Catherine de Roncherolles   | Marie Catherine de Roncherolles   | Marie Catherine de Roncherolles   |                                                   |                                                   | Alexandre (1688–1764)                             | Alexandre (1688–1764)                             | Alexandre (1688–1764)                             | Alexandre (1688–1764)                             | Alexandre (1688–1764)                        | Alexandre (1688–1764)                        |  |  | Marie Philippe Henriette Martel de Clère   | Marie Philippe Henriette Martel de Clère   | Marie Philippe Henriette Martel de Clère   | Marie Philippe Henriette Martel de Clère   | Marie Philippe Henriette Martel de Clère   | Marie Philippe Henriette Martel de Clère   |                                          |                                          | Charles Martel de Clère                  | Charles Martel de Clère                  | Charles Martel de Clère | Charles Martel de Clère | Charles Martel de Clère        | Charles Martel de Clère        |                                |                                | Suzanne (1677–1751)                    | Suzanne (1677–1751)                    | Suzanne (1677–1751)                    | Suzanne (1677–1751)                    | Suzanne (1677–1751)                    | Suzanne (1677–1751)                    |  |  | Charles (1691–1744), « l'abbé de Rothelin » | Charles (1691–1744), « l'abbé de Rothelin » | Charles (1691–1744), « l'abbé de Rothelin » | Charles (1691–1744), « l'abbé de Rothelin » | Charles (1691–1744), « l'abbé de Rothelin » | Charles (1691–1744), « l'abbé de Rothelin » |  |  |                                |                                |                                |                                |                                |                                |
|                                   |                                   |                                   |                                   |                                   |                                   |  |  | Marc Auguste de Briquemault                                            | Marc Auguste de Briquemault                                            | Marc Auguste de Briquemault                                            | Marc Auguste de Briquemault                                            | Marc Auguste de Briquemault                                            | Marc Auguste de Briquemault                                            |  |  | Radegonde (1649–1698)                        | Radegonde (1649–1698)                        | Radegonde (1649–1698)                        | Radegonde (1649–1698)                        | Radegonde (1649–1698)                        | Radegonde (1649–1698)                        |  |  | Françoise Gabrielle (* 1676), abbesse de Valognes et de Saint-Auzony d'Angoulême | Françoise Gabrielle (* 1676), abbesse de Valognes et de Saint-Auzony d'Angoulême | Françoise Gabrielle (* 1676), abbesse de Valognes et de Saint-Auzony d'Angoulême | Françoise Gabrielle (* 1676), abbesse de Valognes et de Saint-Auzony d'Angoulême | Françoise Gabrielle (* 1676), abbesse de Valognes et de Saint-Auzony d'Angoulême | Françoise Gabrielle (* 1676), abbesse de Valognes et de Saint-Auzony d'Angoulême |                                                                   |                                                                   | Philippe (1678–1715)                                      | Philippe (1678–1715)                                      | Philippe (1678–1715)                                      | Philippe (1678–1715)                                      | Philippe (1678–1715)                                      | Philippe (1678–1715)                                      |                          |                          | Marie Catherine de Roncherolles   | Marie Catherine de Roncherolles   | Marie Catherine de Roncherolles   | Marie Catherine de Roncherolles   | Marie Catherine de Roncherolles   | Marie Catherine de Roncherolles   |                                                   |                                                   | Alexandre (1688–1764)                             | Alexandre (1688–1764)                             | Alexandre (1688–1764)                             | Alexandre (1688–1764)                             | Alexandre (1688–1764)                        | Alexandre (1688–1764)                        |  |  | Marie Philippe Henriette Martel de Clère   | Marie Philippe Henriette Martel de Clère   | Marie Philippe Henriette Martel de Clère   | Marie Philippe Henriette Martel de Clère   | Marie Philippe Henriette Martel de Clère   | Marie Philippe Henriette Martel de Clère   |                                          |                                          | Charles Martel de Clère                  | Charles Martel de Clère                  | Charles Martel de Clère | Charles Martel de Clère | Charles Martel de Clère        | Charles Martel de Clère        |                                |                                | Suzanne (1677–1751)                    | Suzanne (1677–1751)                    | Suzanne (1677–1751)                    | Suzanne (1677–1751)                    | Suzanne (1677–1751)                    | Suzanne (1677–1751)                    |  |  | Charles (1691–1744), « l'abbé de Rothelin » | Charles (1691–1744), « l'abbé de Rothelin » | Charles (1691–1744), « l'abbé de Rothelin » | Charles (1691–1744), « l'abbé de Rothelin » | Charles (1691–1744), « l'abbé de Rothelin » | Charles (1691–1744), « l'abbé de Rothelin » |  |  |                                |                                |                                |                                |                                |                                |
|                                   |                                   |                                   |                                   |                                   |                                   |  |  |                                                                        |                                                                        |                                                                        |                                                                        |                                                                        |                                                                        |  |  |                                              |                                              |                                              |                                              |                                              |                                              |  |  |                                                                                  |                                                                                  |                                                                                  |                                                                                  |                                                                                  |                                                                                  |                                                                   |                                                                   |                                                           |                                                           |                                                           |                                                           |                                                           |                                                           |                          |                          |                                   |                                   |                                   |                                   |                                   |                                   |                                                   |                                                   |                                                   |                                                   |                                                   |                                                   |                                              |                                              |  |  |                                            |                                            |                                            |                                            |                                            |                                            |                                          |                                          |                                          |                                          |                         |                         |                                |                                |                                |                                |                                        |                                        |                                        |                                        |                                        |                                        |  |  |                                             |                                             |                                             |                                             |                                             |                                             |  |  |                                |                                |                                |                                |                                |                                |
|                                   |                                   |                                   |                                   |                                   |                                   |  |  |                                                                        |                                                                        |                                                                        |                                                                        |                                                                        |                                                                        |  |  |                                              |                                              |                                              |                                              |                                              |                                              |  |  |                                                                                  |                                                                                  |                                                                                  |                                                                                  |                                                                                  |                                                                                  |                                                                   |                                                                   |                                                           |                                                           |                                                           |                                                           |                                                           |                                                           |                          |                          |                                   |                                   |                                   |                                   |                                   |                                   |                                                   |                                                   |                                                   |                                                   |                                                   |                                                   |                                              |                                              |  |  |                                            |                                            |                                            |                                            |                                            |                                            |                                          |                                          |                                          |                                          |                         |                         |                                |                                |                                |                                |                                        |                                        |                                        |                                        |                                        |                                        |  |  |                                             |                                             |                                             |                                             |                                             |                                             |  |  |                                |                                |                                |                                |                                |                                |
|                                   |                                   |                                   |                                   |                                   |                                   |  |  |                                                                        |                                                                        |                                                                        |                                                                        |                                                                        |                                                                        |  |  |                                              |                                              |                                              |                                              |                                              |                                              |  |  |                                                                                  |                                                                                  |                                                                                  |                                                                                  |                                                                                  |                                                                                  |                                                                   |                                                                   | Charles-Jules de Rohan-Rochefort                          | Charles-Jules de Rohan-Rochefort                          | Charles-Jules de Rohan-Rochefort                          | Charles-Jules de Rohan-Rochefort                          | Charles-Jules de Rohan-Rochefort                          | Charles-Jules de Rohan-Rochefort                          |                          |                          | Marie Henriette (1744–1792/1820?) | Marie Henriette (1744–1792/1820?) | Marie Henriette (1744–1792/1820?) | Marie Henriette (1744–1792/1820?) | Marie Henriette (1744–1792/1820?) | Marie Henriette (1744–1792/1820?) |                                                   |                                                   | Françoise Dorothée (1752–1818)                    | Françoise Dorothée (1752–1818)                    | Françoise Dorothée (1752–1818)                    | Françoise Dorothée (1752–1818)                    | Françoise Dorothée (1752–1818)               | Françoise Dorothée (1752–1818)               |  |  | Hyacinthe-Hughes Timoléon de Cossé-Brissac | Hyacinthe-Hughes Timoléon de Cossé-Brissac | Hyacinthe-Hughes Timoléon de Cossé-Brissac | Hyacinthe-Hughes Timoléon de Cossé-Brissac | Hyacinthe-Hughes Timoléon de Cossé-Brissac | Hyacinthe-Hughes Timoléon de Cossé-Brissac |                                          |                                          |                                          |                                          |                         |                         |                                |                                |                                |                                |                                        |                                        |                                        |                                        |                                        |                                        |  |  |                                             |                                             |                                             |                                             |                                             |                                             |  |  |                                |                                |                                |                                |                                |                                |
|                                   |                                   |                                   |                                   |                                   |                                   |  |  |                                                                        |                                                                        |                                                                        |                                                                        |                                                                        |                                                                        |  |  |                                              |                                              |                                              |                                              |                                              |                                              |  |  |                                                                                  |                                                                                  |                                                                                  |                                                                                  |                                                                                  |                                                                                  |                                                                   |                                                                   | Charles-Jules de Rohan-Rochefort                          | Charles-Jules de Rohan-Rochefort                          | Charles-Jules de Rohan-Rochefort                          | Charles-Jules de Rohan-Rochefort                          | Charles-Jules de Rohan-Rochefort                          | Charles-Jules de Rohan-Rochefort                          |                          |                          | Marie Henriette (1744–1792/1820?) | Marie Henriette (1744–1792/1820?) | Marie Henriette (1744–1792/1820?) | Marie Henriette (1744–1792/1820?) | Marie Henriette (1744–1792/1820?) | Marie Henriette (1744–1792/1820?) |                                                   |                                                   | Françoise Dorothée (1752–1818)                    | Françoise Dorothée (1752–1818)                    | Françoise Dorothée (1752–1818)                    | Françoise Dorothée (1752–1818)                    | Françoise Dorothée (1752–1818)               | Françoise Dorothée (1752–1818)               |  |  | Hyacinthe-Hughes Timoléon de Cossé-Brissac | Hyacinthe-Hughes Timoléon de Cossé-Brissac | Hyacinthe-Hughes Timoléon de Cossé-Brissac | Hyacinthe-Hughes Timoléon de Cossé-Brissac | Hyacinthe-Hughes Timoléon de Cossé-Brissac | Hyacinthe-Hughes Timoléon de Cossé-Brissac |                                          |                                          |                                          |                                          |                         |                         |                                |                                |                                |                                |                                        |                                        |                                        |                                        |                                        |                                        |  |  |                                             |                                             |                                             |                                             |                                             |                                             |  |  |                                |                                |                                |                                |                                |                                |